# Samozadovoljevanje
Samozadovoljevanje, masturbiranje ali onaniranje pomeni draženje lastnih spolovil, navadno z namenom doseči orgazem. V večini primerov se posameznik poslužuje samozadovoljevanja za potešitev spolnih potreb in si pri tem pomaga zlasti z rokami, lahko pa tudi s spolnimi pripomočki in drugimi predmeti. Samozadovoljevanje predstavlja poleg spolnega odnosa najpogostejšo obliko spolne dejavnosti. Samozadovoljevanje lahko poteka tudi v prisotnosti partnerja, kar lahko pomeni tudi za partnerja erotično vzburjenje.

## Etimologija
Domača beseda samozadovoljevanje ima jasno etimologijo - torej (spolno) zadovoljevanje samega sebe. Etimologija besede masturbacija ni tako očitna in dokončno pojasnjena. Najbrž izhaja iz latinske predpone mas- (moško, možato) in glagola turbare (motiti, silno premikati). Druga razlaga, ki je sicer etimološko manj verjetna, nosi pa krščansko moralno sporočilo, pravi, da beseda izhaja iz srednjelatinske besede manustupratio ( manus - roka, stuprum - nečistovanje). Na krščansko neodobravanje samozadovoljevanja kaže tudi slovenska beseda samoskrunstvo, ki pa ni več v uporabi.
Sopomenka za samozadovoljevanje je tudi onanija oziroma onaniranje. Gre za poimenovanje po svetopisemski osebi Onanu, ki je svoje seme spuščal na tla. V medicini se uporablja tudi izraz ipsatio, ki izvira iz latinske besede ipse – sam.

## Tehnike in statistike
Po raziskavah se samozadovoljuje večina odraslih oseb, in sicer več moških (okoli 92 %) kot žensk (okoli 60-70 %). Raziskave kažejo tudi, da se moški samozadovoljujejo pogosteje kot ženske. Mnogi odkrijejo samozadovoljevanje v zgodnji puberteti, nekateri veliko kasneje, nekateri pa že kot majhni otroci.
Tudi načini samozadovoljevanja so zelo različni. Posameznik lahko s prsti ali pripomočki draži erogene cone. Uporabljajo se lahko tudi spolni pripomočki, kot so vibratorji in dildi. V prodajalnah s spolnimi pripomočki so na prodaj tudi lutke, ki posnemajo moško ali žensko telo.
Med masturbiranjem je običajno udeležena burna domišljija. Pri samozadovoljevanju nekateri povečujejo spolno vzburjenost z ogledovanjem erotičnih slik, pornografskih filmov, s poslušanjem glasbe ...
Redka tehnika, ki je omogočena le zelo gibkim moškim, je avtofelacija – oralno samozadovoljevanje. Kinsey je v svojih razpravah trdil, da ima želja do avtofelacije izvor v naših živalski prednikih, saj je pri prvakih avtofelacija normalna oblika spolne aktivnosti.